# 道の駅おがわまち
道の駅おがわまち（みちのえき おがわまち）は、埼玉県比企郡小川町にある国道254号の道の駅である。

## 概要
1993年（平成5年）4月22日に道の駅に登録され、埼玉県の道の駅としては道の駅あらかわ（秩父市）とともに埼玉県最初の道の駅である。

## 歴史
- 1993年（平成5年）4月22日 - 道の駅第1回登録において、「道の駅おがわまち」として登録。
- 2025年（令和7年）5月30日 - リニューアルオープン[1]。

## 施設
- 駐車場（普通車186台、大型車10台、身体障害者用6台、妊婦等用3台）
  - 臨時駐車場約100台有り（旧上野台学校）
- トイレ（男23、女19、身体障害者用3（24時間トイレは男3、女2））
- キッズスペース
- 授乳室
- 公衆電話
- EV充電施設（2台）
- 物販・飲食棟
  - 里山ごはん食堂（10:00 - 15:30(L.O 15:00)）
  - ベーカリーおがわっ子（9:00~17:00）
  - けんぴとみたらしおがわ庵（9:00~17:00）
  - オガワソフト（10:00～16:00）
  - 物販コーナー（9:00~17:00）
- 伝統工芸施設 - ユネスコの無形文化遺産に登録されている小川和紙（細川紙）をはじめとした埼玉県の伝統工芸品の展示や、和紙の紙すき体験などを行っている。
- ふれあい広場
  - レンタル乗り物（電動自転車、電動キックボード、電動トゥクトゥク）

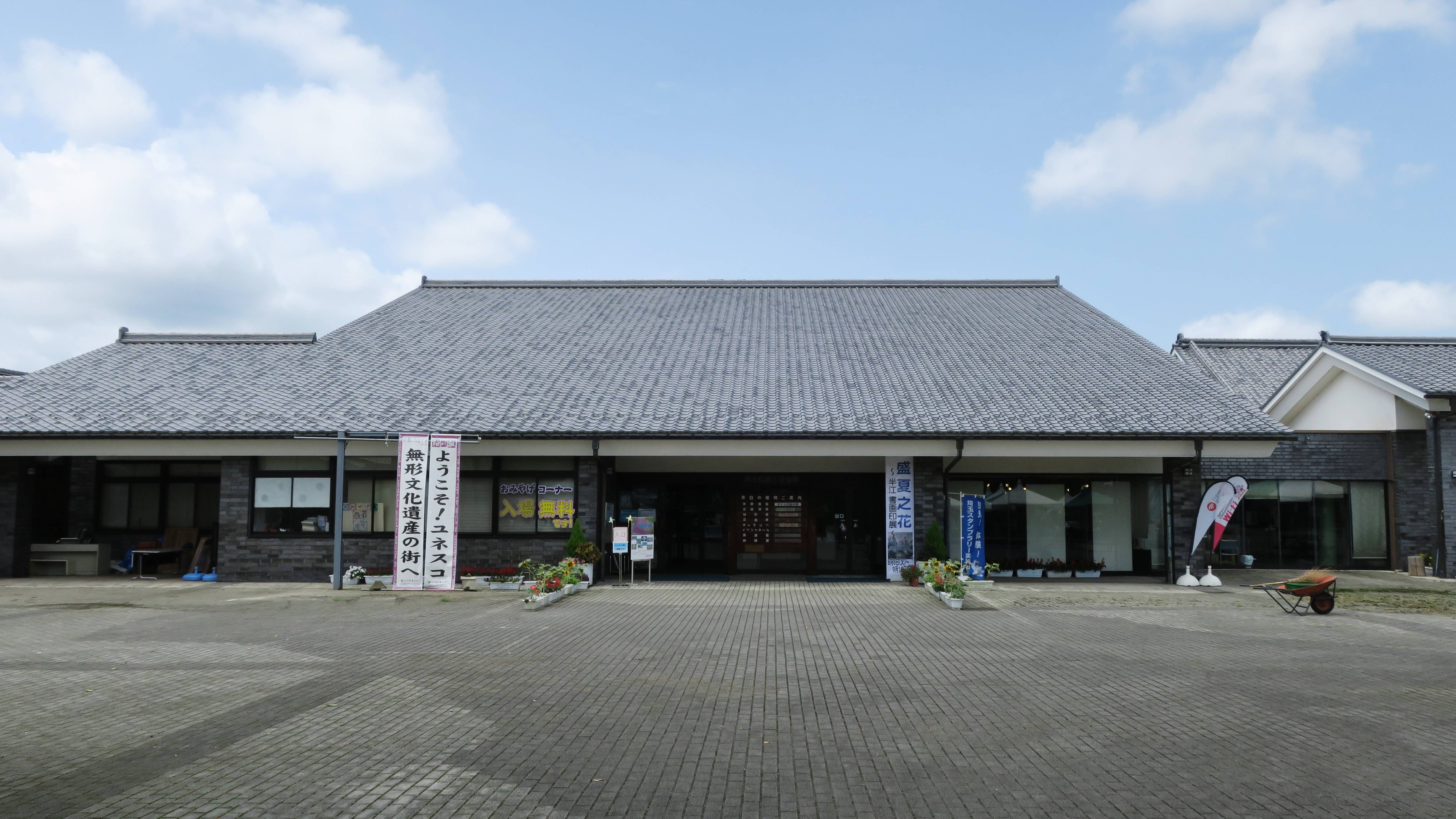
伝統工芸会館（リニューアル前）
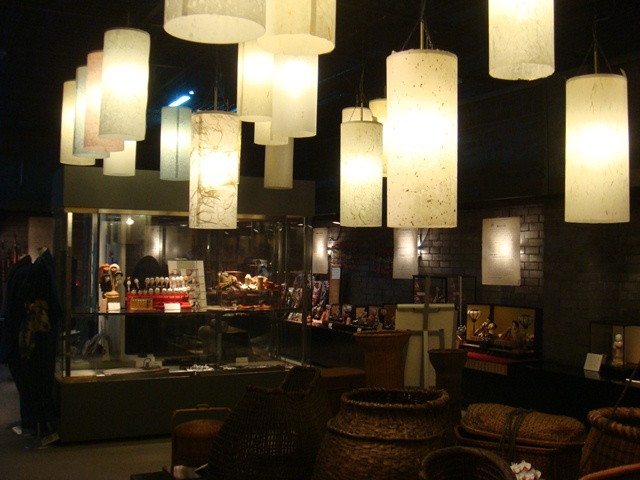
伝統工芸会館内（リニューアル前）
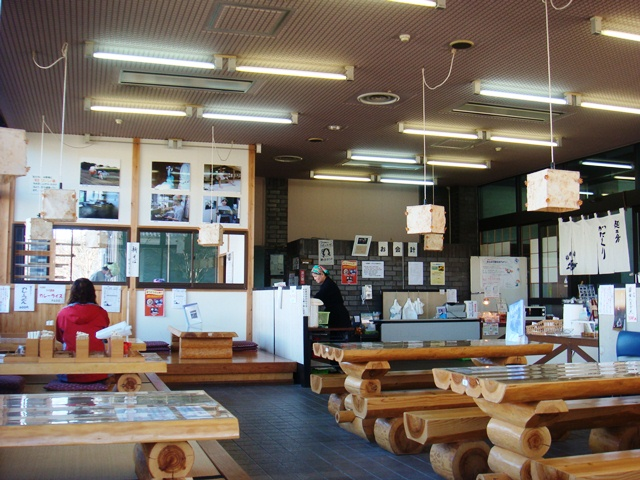
麺工房かたくり（閉店済）

## 休館日
- 年中無休
- 伝統工芸施設内の和紙工房は月曜定休（祝日の場合は開館日）

## アクセス
- 国道254号 - 登録路線
- 埼玉県道11号熊谷小川秩父線
- 埼玉県道30号飯能寄居線

## 周辺
- 小川町立東中学校
- 小川カントリークラブ
- 小川赤十字病院
- おがわ温泉花和楽の湯（休業中）
- 小川警察署
- JR東日本八高線・東武東上線 小川町駅
- 小川パークヒル
- 国道254号小川バイパス